# 棕靴盘尾蜂鸟
棕靴盘尾蜂鸟（学名：Ocreatus addae），是雨燕目蜂鸟科的一种鸟类。分布于分布于玻利维亚的永加斯，有时也被视为盘尾蜂鸟的亚种。